# Súng ngắn Nambu
Súng ngắn Shiki 14 (十四年式拳銃, Jūyon-nen-shiki kenjū) là một loại súng ngắn bán tự động, sử dụng đạn 8x22mm Nambu và được sử dụng bởi Lục quân Đế quốc Nhật Bản trong suốt Chiến tranh thế giới thứ hai cùng với những khẩu súng lục Shiki 26 và súng ngắn Nambu Shiki 94. Loại súng này được chế tạo để giảm chi phí sản xuất nên nó không có độ tin cậy như các mẫu Nambu khác sản xuất trước đó đặc biệt là càng về sau khi gần kết thúc cuộc chiến lúc mà nguyên liệu chế tạo vũ khí của Nhật Bản ngày càng tệ. Một khẩu Shiki 14 được làm ban đầu có chất lượng cao đã gây sự chú ý cho William B. Ruger khi ông lấy được nó và đã dùng nó để làm mẫu chế tạo khẩu Ruger Standard sử dụng loại đạn 5.6×15mmR (.22 Long Rifle).

## Lịch sử
Súng được thiết kế bởi Nambu Kijirō, một trung tướng Lục quân Đế quốc Nhật Bản, người được mệnh danh là "John Browning của Nhật Bản". Ông cũng là người phát triển thiết kế của dòng súng trường Arisaka Shiki 38 và súng máy hạng nhẹ Shiki 11.
Năm 1904, Kijirō Nambu đã phát triển mẫu đầu tiên của súng ngắn Nambu. Ban đầu, Shiki súng này được sản xuất trong một xưởng cá nhân và không được giới thiệu cho Lục quân. Mãi đến năm 1915, Shiki súng này mới được giới thiệu cho Hải quân.
Một số tài liệu cho rằng, Nambu không thực sự thiết kế Shiki súng này. Khẩu súng này có vẻ ngoài giống Luger P08 của Đức Quốc xã nhưng cách hoạt động giống với Mauser C96 của Đế quốc Đức. Về sau các sĩ quan Mỹ đem các khẩu Luger đến Nhật như chiến lợi phẩm. Do thiếu thông tin, người Nhật đã gọi tên loại súng này là "Nambu 14" thời hậu chiến.
Mãi đến năm 1925 (năm Đại Chính thứ 14), Lục quân Đế quốc Nhật Bản đã được giới thiệu mẫu cải tiến của súng ngắn Nambu là súng ngắn Shiki 14 gần giống như mẫu ban đầu ngoại trừ một số cải tiến nhỏ. Khoảng 279.000 súng ngắn Shiki 14 được sản xuất. Các mẫu sản xuất về sau có vòng cò súng lớn hơn nhiều để phù hợp với các xạ thủ có đeo găng tay.
Súng ngắn Nambu đã được sử dụng bởi các sĩ quan và nghị sĩ của Lục quân Đế quốc Nhật Bản cho đến khi đầu hàng. Sau năm 1945, khá nhiều chỉ huy quân sự Việt Minh sử dụng loại súng này do mua lại hoặc được các sĩ quan Nhật tại Đông Dương tặng lại trước khi trao vũ khí cho Đồng Minh.

## Các quốc đã sử dụng
- Đế quốc Nhật Bản
- Indonesia
- Cộng hòa Dân chủ Nhân dân Triều Tiên
- Philippines
- Trung Hoa Dân Quốc Được sử dụng bởi quân đội Lãnh chúa quân phiệt Mãn Châu Truơng Tác Lâm.
- Thái Lan
- Việt Minh Sử dụng trong Chiến tranh Đông Dương và sau này được Mặt trận Dân tộc Giải phóng miền Nam Việt Nam sử dụng trong Chiến tranh Việt Nam.
- Việt Nam Sử dụng trong Chiến tranh Đông Dương lần thứ nhất và Chiến tranh Việt Nam.